# Алматыэлектротранс
ТОО «Алматыэлектротранс» — товарищество с ограниченной ответственностью, осуществляющее пассажирские перевозки в Алма-Ате электрическим транспортом: троллейбусами, трамваями (до 2015 года) и с 2011 года автобусами.
Имеет троллейбусный парк вместимостью 250 единиц, электрохозяйства и автогараж (в прошлом трамвайный парк). Количество тяговых подстанций — 22 единицы. Установленная мощность — 72000 кВт. Общая протяжённость контактной сети — 480 км, общая протяжённость кабельной сети — 259,1 км. На май 2014 года общий подвижной состав насчитывал 195 троллейбусов и 939 автобусов на газе и дизельном топливе. На апрель 2025 года обслуживало 52 автобусных маршрута и 9 троллейбусных, а также железнодорожные вокзалы Алматы–1 и Алматы–2. 

## История
Предприятие основано в Алма-Ате в 1937 году, ранее называлось Алматинское трамвайно-троллейбусное управление (АТТУ). Впервые трамвайное движение было открыто 7 ноября 1937 года, троллейбусное — в 1944 году.
На базе АТТУ решением акима г. Алматы от 20 марта 1998 года было создано КГП «Алматыэлектротранс», учредителем которого был городской акимат в лице акима города. 30 мая 2007 года оно было реорганизовано в Коммунальное предприятие на праве хозяйственного ведения акимата г. Алматы «Алматыэлектротранс», а в 2013 году постановлением акимата преобразовано в ТОО «Алматыэлектротранс».

### Троллейбусная система многих единиц
В 1966 году киевский инженер Владимир Веклич создал систему соединения троллейбусов в поезд с управлением по системе многих единиц (СМЕ).
В конце 1970-х годов инициатором внедрения системы В. Веклича на троллейбусах ЗиУ-9 стал начальник службы подвижного состава Алма-атинского трамвайно-троллейбусного управления Б. А. Шейнберг. В. Векличем ему были переданы необходимые результаты исследований троллейбусных поездов, а главным инженером киевского завода электротранспорта Владимиром Мышакиным — конструкторская документация. Троллейбусный поезд ЗиУ-9 был создан по образцу и подобию поезда Škoda 9Tr специалистами Казахского политехнического института. В 1981 году, после успешных испытаний поезда в Алма-Ате, на которых от киевлян присутствовал В. А. Мышакин, рабочие чертежи системы были переданы на Ленинградский завод по ремонту городского электротранспорта. По ним была разработана конструкторская документация и освоено производство троллейбусных поездов с последующим внедрением поездов более чем в 20 городах СССР.
| Тип   | Год начала работы | Год окончания работы | Максимальное количество |
| ----- | ----------------- | -------------------- | ----------------------- |
| ЗиУ-9 | 1981              | 1986                 | 8                       |

## Подвижной состав
Подвижной состав был представлен моделями троллейбусов Neoplan Kazakhstan Young Man JNP6120GDZ (пр-ва КНР). В прошлом были модели троллейбусов Škoda 14Tr (пр-ва Чехии), «Казахстан» (пр-ва РК), ЗиУ-682Б (пр-ва России); трамваев — Tatra T4D, Tatra KT4D (пр-ва Чехии), ранее КТМ-5М (пр-ва России), РВЗ-6М2 (пр-ва Латвии); автобусов — Yutong ZK6120HGM и Yutong ZK6118HGA (пр-ва Yutong, КНР). На 2021 год подвижной состав был представлен автобусами Zhong Tong LCK6125HGAN 206 ПЕ., Golden Dragon XML6125CN 150 ПЕ., ЛиАЗ-5293.60 125 ПЕ., ЛиАЗ-4292.60 120 ПЕ., ГАЗ-A63R42 Next (сборка СемАЗ) 87 ПЕ., ЛиАЗ-5292.60 75 ПЕ., ЛиАЗ-5292.65 75ПЕ., Golden Dragon XML6185J13C 60 ПЕ., ЛиАЗ-6213.65 54 ПЕ., ПАЗ-320435-04 «Vector Next» (NS) 30 ПЕ., ГАЗ-A64R42 Next (сборка СемАЗ) 17 ПЕ. На 2021 год также была запланирована закупка 150 ПЕ автобусов Golden Dragon XML6125CN на газе.

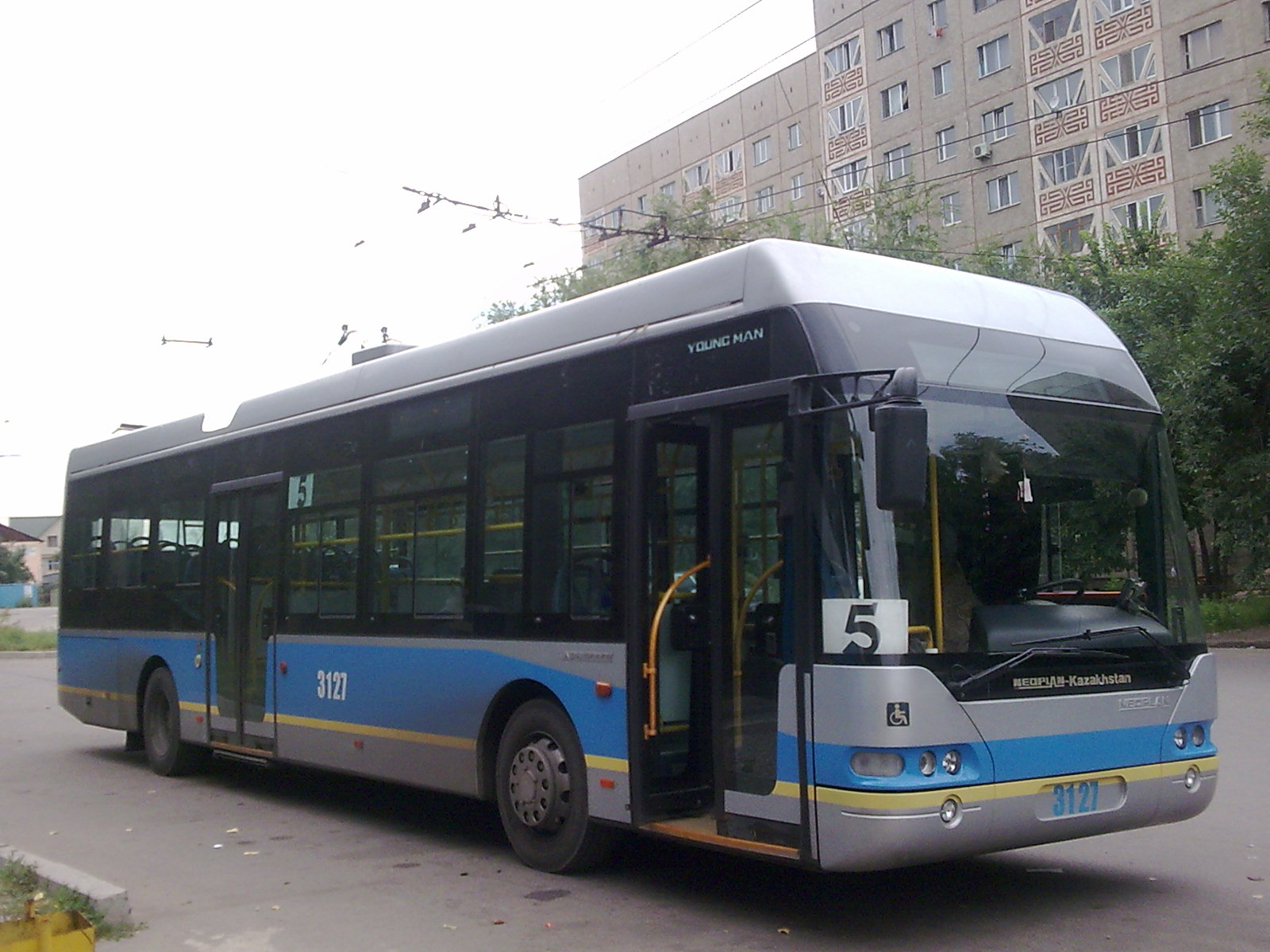
Neoplan Kazakhstan Young Man JNP6120GDZ

## Оплата проезда
С 11 января 2016 года безналичная оплата проезда осуществляется через терминалы преимущественно с использованием системы электронной оплаты картами «ОНАЙ», с июня 2016 наличными водителю или кондуктору через переносной ручной терминал, выдающий билеты «Онай».

Валидатор

## Перспективы
С 2019 года ведётся реконструкция троллейбусных сетей.

## Организационно-правовая форма
В советское время и после распада СССР вплоть до 2016 года предприятие находилось в государственной собственности юридически в статусе государственного предприятия. В 2013 году постановлением акима Есимова было преобразовано из коммунального государственного предприятия (КГП) в товарищество с ограниченной ответственностью. Вплоть до начала 2016 года предприятие в статусе ТОО находилось в собственности государства.
Согласно постановлению акимата города Алматы от 26 декабря 2015 года № 4/671, в январе 2016 года ТОО «Алматыэлектротранс» на тендерной основе передало имущественный комплекс (автобусные парки) в доверительное управление без права последующего выкупа сроком на 5 лет.
По итогам тендера победителем признано ТОО «Green bus company», отвечавший всем требованиям, содержащимся в тендерной документации, и предложивший наилучшие условия.
Через три года после начала эксплуатации муниципального автопарка частным перевозчиком ТОО «Green bus company» договор на доверительное управление был расторгнут. По информации Управления пассажирского транспорта и автомобильных дорог г. Алматы:
Досрочно расторгнут договор доверительного управления с перевозчиком Green Bus Company. Процесс передачи автопарков уже завершается, при этом водители Green Bus Company не останутся без работы и продолжат перевозки на маршрутах, которые будут переданы компании «Алматыэлектротранс». По итогам аудита будет определено, какое количество автобусов отремонтирует компания. Сейчас в рамках транспортной реформы перевозчики должны быть нацелены на повышение качества услуг пассажирских перевозок. У Green Bus Company уровень регулярности самый низкий среди алматинских перевозчиков, при этом его доля в общем количестве городских маршрутов велика, потому мы вынуждены были принять решение о расторжении договора.Управление пассажирского транспорта и автомобильных дорог г. Алматы
В 2021 году рассматривался вопрос повторной приватизации и последующей продажи с торгов ТОО «АлматыЭлектроТранс». Заключение договора купли-продажи компании было запланировано на начало декабря 2021 года.

## Прибыль
- По состоянию на май 2014 года троллейбусы приносили доход 60 миллионов тенге в месяц[20].

## Руководство
- Абдрахманов Талгат Абдыкаримович (с 2007 года по 1 октября 2015 года).
- Тулегенов Тореалы (с 1 октября 2015 года по 13 мая 2016 года).
- Цинаев Ризван Лемаевич (с 16 мая 2016 года по 28 июня 2019 года).
- Тажиев Гани Жарасович (с 28 июня 2019 года по январь 2020 год).
- Цинаев Ризван Лемаевич (с 13 января 2020 года по 3 февраля 2021 год).
- Мурзакаримов Берикхан Кабиевич (с 3 февраля 2021 года; на декабрь 2024 года находился в розыске в связи с возбуждением против него дела по статье 189 часть 4 пункт 2 Уголовного Кодекса Республики Казахстан[21]).
- Бейсембиев Александр Касымович